# Lista sucessória dos patriarcas ecumênicos de Constantinopla

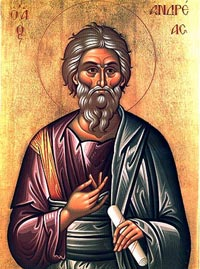
Santo André, tido como fundador da Igreja de Constantinopla.

A Igreja que peregrina em Bizâncio (em grego: Βυζάντιον; romaniz.: Byzántion) remonta ao tempo dos Doze Apóstolos quando, segundo a tradição, Santo André a erigiu.
A importância da "Sede Constantinopolitana" e de seu bispo foi fortemente marcada pela ascensão da cidade a capital do Império Romano, a "Nova Roma". Por esse tempo, seu bispo era o segundo em importância, após o Papa, mas o IV Sínodo Eumênico conferiu a ele as mesmas honras de sua contraparte romana.
A relação da Sé de Constantinopla com a Sé de Roma foi sempre muito conturbada. Entre o ano de 323 e Fócio, em 852, foram 203 anos em cisma em 529 anos no totalː
- 55 anos durante a controvérsia ariana
- 11 anos durante a deposição de São João Crisóstomo
- 35 anos durante o cisma acaciano
- 41 anos durante a controvérsia monotelita
- 61 anos durante o iconoclasma

## Bispos de Bizâncio e Arcebispos de Constantinopla (até 458)
Até o Concílio de Calcedônia, em 451, a comunidade cristã local foi liderada por um bispo até que a capital imperial se mudou para lá, quando passou a ter um arcebispo. No concílio, a sede foi elevada ao status de patriarcado.

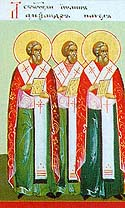
Santo Alexandre, à esquerda, acompanhado de São Paulo, o Novo e João, o Jejuador, também patriarcas de Constantinopla

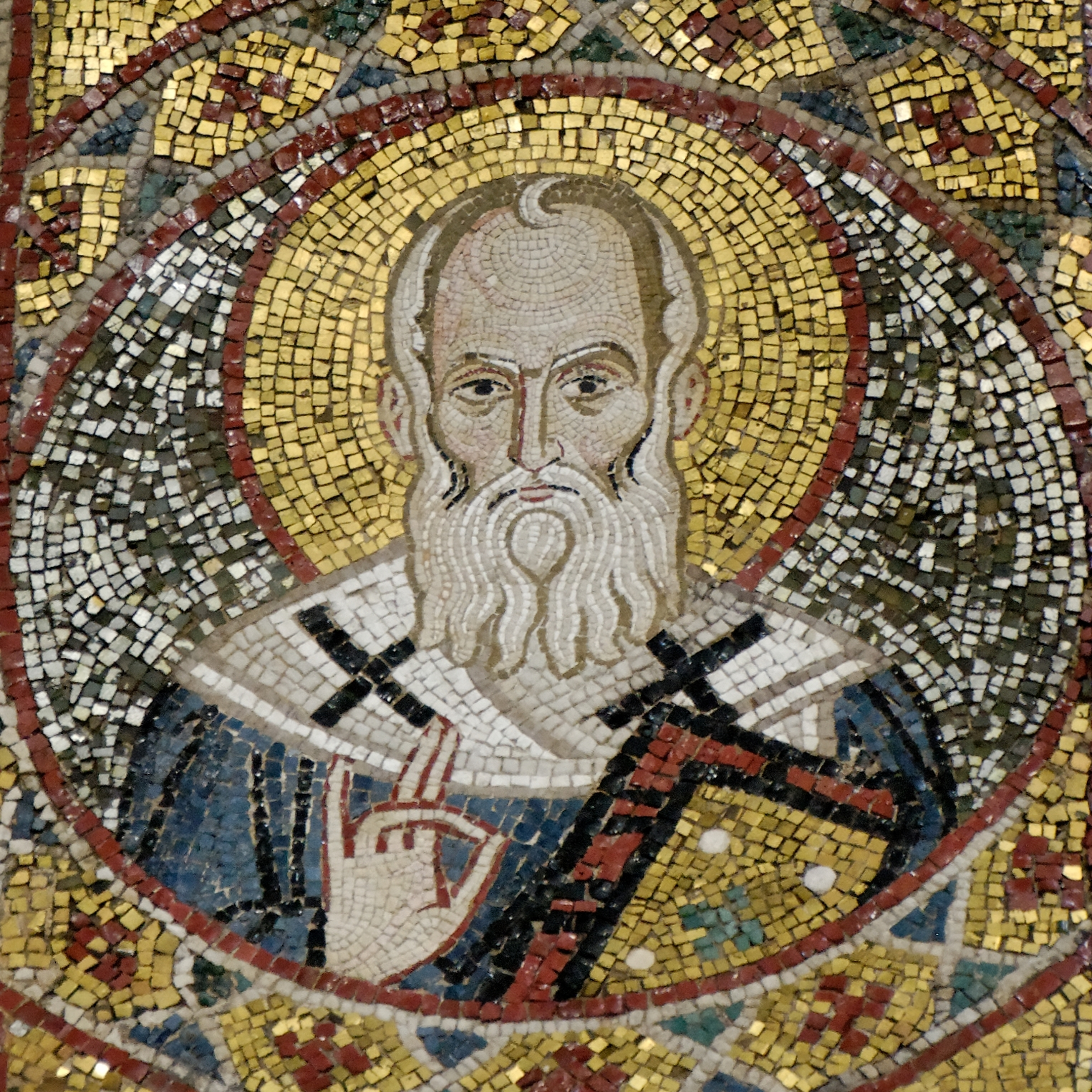
São Gregório de Nazianzo

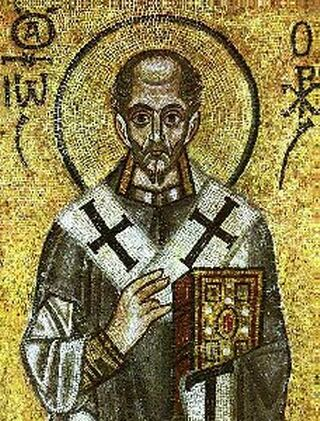
São João Crisóstomo.

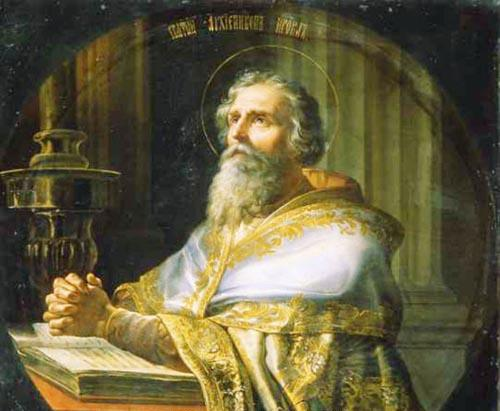
São Proclo.

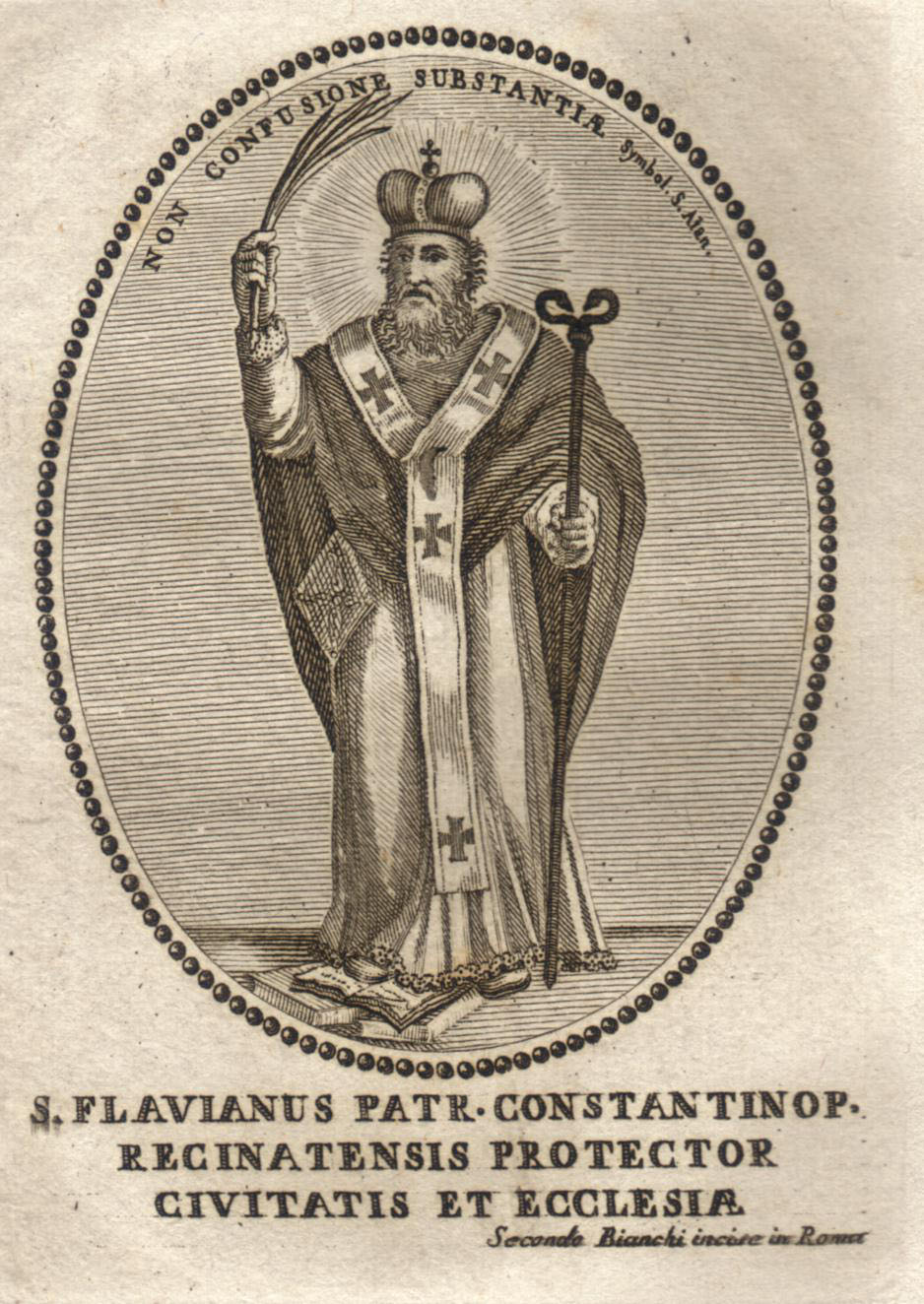
São Flaviano.

| Número                       | Nome                             | Período              | Observações | Ref.                 |
| ---------------------------- | -------------------------------- | -------------------- | --- | -------------------- |
| Bispos de Bizâncio           |                                  |                      | |                      |
| 01                           | Santo André, apóstolo            | ? - 38               | De acordo com Hipólito de Roma, ele pregou na Trácia e sua presença em Bizâncio também é mencionada no apócrifo "Atos de André", escrito no século II. Esta diocese se desenvolverá e acabará por se tornar o Patriarcado de Constantinopla. André é, por isso, considerado como seu fundador. | [ 3 ] [ 4 ] [ 5 ]    |
| 02                           | Estácio                          | 38-54                | Discípulo de André, foi ordenado bispo de Bizâncio por ele. É um dos Setenta Discípulos. | [ 6 ]                |
| 03                           | Santo Onésimo                    | 54-68                | Após um hiato de três anos, o ex-escravo de Filémon foi ordenado bispo. Sua história é contada em Filemom 1:10–16. Mártir. | [ 7 ] [ 8 ]          |
| 04                           | Policarpo I                      | 71-89                | Seu episcopado coincidiu com o reinado do imperador romano Domiciano. | [ 9 ]                |
| 05                           | Plutarco                         | 89-105               | Seu episcopado coincidiu com o reinado do imperador romano Trajano (r. 98–117) e sua perseguição aos cristãos. | [ 10 ]               |
| 06                           | Sedecião                         | 105-114              | Seu episcopado coincidiu com o reinado do imperador romano Trajano e sua perseguição aos cristãos. | [ 11 ]               |
| 07                           | Diógenes                         | 114-129              | Seu episcopado coincidiu com os reinados dos imperadores romanos Trajano e Adriano (r. 117–138). | [ 12 ]               |
| 08                           | Eleutério                        | 129-136              | Seu episcopado coincidiu com o reinado do imperador romano Adriano | [ 13 ]               |
| 09                           | Félix                            | 136-141              | Seu episcopado coincidiu com os reinados dos imperadores romanos Adriano e Antonino Pio. | [ 14 ]               |
| 10                           | Policarpo II                     | 141-144              | Teria reinado por 17 anos segundo fontes antigas. Nicéforo Calisto afirma que foram apenas três e é este o período aceito pelo Patriarcado Ecumênico de Constantinopla. | [ 15 ]               |
| 11                           | Atenodoro                        | 144-148              | Mudou a sede da diocese para Elaia, hoje um subúrbio de Constantinopla, onde construiu uma catedral dedicada ao Martírio de Eleazar. | [ 16 ]               |
| 12                           | Euzois                           | 148-154              | Durante seu episcopado houve outra perseguição aos cristãos, patrocinada pelo imperador Antonino Pio (r. 138–161). | [ 17 ]               |
| 13                           | Laurêncio                        | 154-166              | Seu episcopado coincidiu com o reinado dos imperadores romanos Antonino Pio e Marco Aurélio (r. 161–180). | [ 18 ]               |
| 14                           | Alípio                           | 166-169              | Todas as datas sobre o seu episcopado são incertas. Há fontes que falam em 13 anos. O número aceito pelo Patriarcado Ecumênico de Constantinopla é 3 anos. | [ 19 ]               |
| 15                           | Pertinaz                         | 169-187              | Um soldado romano convertido ao cristianismo após ter sido curado milagrosamente de uma doença que o afligia. | [ 20 ]               |
| 16                           | Olimpiano                        | 187-198              | Bizâncio foi ocupada por Sétimo Severo (r. 193–211), que estava em conflito com o usurpador Níger (r. 193–194). | [ 21 ]               |
| 17                           | Marcos I                         | 198-211              | A perseguição aos cristãos iniciada por Sétimo Severo foi tão forte que acredita-se que ele tenha fugido e deixado a sé de Bizâncio nas mãos de um padre por oito anos. | [ 22 ] [ 23 ]        |
| 18                           | Filadelfo                        | 211-214/217          | Reinou por seis anos após o hiato em que a diocese ficou nas mãos de um padre por conta das perseguições aos cristãos. | [ 23 ]               |
| 19                           | Ciríaco I                        | 214/217-230          | Não se sabe com certeza quando começou o seu episcopado e terminou o de Filadelfo. | [ 24 ]               |
| 20                           | São Castino                      | 230-237              | Ele foi certamente o primeiro bispo a se mudar para cidade de Bizâncio propriamente dita. Há controvérsia se foi ele quem construiu a famosa igreja de Santa Eufêmia, a terceira sede episcopal. Algumas fontes atribuem o feito ao 23º bispo, Domécio. É considerado um santo. | [ 25 ] [ 26 ]        |
| 21                           | Eugênio I                        | 240-265 ou 237 - 242 | Seu episcopado parece ter coincido com o de Tito e ocorreu durante o reinado do imperador romano Gordiano III (r. 238–244). | [ 27 ]               |
| 22                           | Tito                             | 242-272              | Reinou por trinta anos, período no qual ocorreram as perseguições de Décio e de Valeriano. | [ 28 ]               |
| 23                           | Domécio                          | 272-284              | Parece ter sido um irmão do imperador romano Probo (r. 276–282). Disputa com Castino a honra de ter construído a nova sede do episcopado, a igreja de Santa Eufêmia. Foi pai de pelo menos um outro bispo de Bizâncio, Probo, e possivelmente de Metrófanes, de quem pode ser avô. | [ 25 ] [ 26 ] [ 29 ] |
| 24                           | Rufino I                         | 284-293              | Reinou entre Domécio e Probo, pai e filho. | [ 30 ]               |
| 25                           | Probo                            | 293-306/315          | Filho de Domécio e irmão (ou filho) de Metrófanes. | [ 31 ]               |
| 26                           | São Metrófanes                   | 306-314              | Ele parece ter se aposentado antes de morrer, pois ele estaria vivo durante o primeiro concílio de Niceia, do qual não pôde participar por conta da idade avançada (teria 117 anos). É considerado um santo. | [ 25 ] [ 32 ]        |
| 27                           | Santo Alexandre                  | 314-337              | Durante o seu episcopado, a capital do Império Romano se mudou para Bizâncio e a cidade foi rebatizada como Constantinopla, em homenagem ao primeiro imperador cristão, Constantino I (r. 306–337), que promoveu a mudança. Alexandre esteve no primeiro concílio de Niceia e foi um dos primeiros adversários de Ário durante a controvérsia ariana. Na luta contra o arianismo, se envolveu em muitas disputas contra os partidários de Eusébio de Nicomédia. | [ 33 ]               |
| Arcebispos de Constantinopla |                                  |                      | |                      |
| 28                           | São Paulo, o Confessor           | 337-339              | No auge da controvérsia ariana, o episcopado de Paulo foi um dos mais conturbados da história da cidade. Ele foi deposto e reconduzido ao cargo por três vezes e em todas elas o seu adversário era um ariano. No seu primeiro período, foi banido pelo imperador romano Constâncio II (r. 337–361), um ferrenho ariano, que trouxe o líder dos eusebianos, Eusébio de Nicomédia, para ser o arcebispo da cidade. É considerado um santo. | [ 34 ]               |
| 29                           | Eusébio de Nicomédia             | 339-341              | Discípulo de Ário e de Luciano de Antioquia, era um dos mais proeminentes defensores do arianismo. Com a ajuda de Constâncio II, foi nomeado arcebispo de Constantinopla, posição que só deixou na morte. | [ 35 ]               |
| 28*                          | Paulo I, restaurado              | 341-342              | Com a morte de Eusébio, Paulo foi reconduzido à posição. Porém, os arianos da cidade elegeram Macedônio como bispo alternativo. A disputa só se resolveu com nova interferência de Constâncio II, que foi pessoalmente à cidade para expulsar Paulo e oficializar o episcopado de Macedônio. | [ 34 ]               |
| 30                           | Macedônio I                      | 342-346              | Apesar de ter sido acusado pelo imperador Constâncio II de ter parte nos distúrbios que precederam à derrubada de Paulo, Macedônio conseguiu permanecer na posição. Por causa da disputa com Constante I, Macedônio acabou deposto. | [ 36 ]               |
| 28*                          | Paulo I, restaurado              | 346-351              | Depois de ter ido a Roma com o também deposto Atanásio de Alexandria pedir ajuda ao Papa Júlio I, Paulo conseguiu novamente sua sede. E, pela última vez, foi deposto e exilado por ordens de Constâncio II cinco anos depois. | [ 34 ]               |
| 30*                          | Macedônio I, restaurado          | 351-360              | Reconduzido ao cargo, Macedônio agora ficou famosos por seus ensinamentos, diferentes tanto dos arianos quanto dos cristãos ortodoxos, o chamado macedonianismo. Ele acreditava que o Espírito Santo era criado e inferior às demais pessoas da Trindade. Ele acabou exilado também por um erro que foi aproveitado pelos seus inimigos, principalmente os semi-arianos Eudóxio de Antioquia e Acácio de Cesareia: tentar remover os restos mortais de um ortodoxo de local, algo considerado um sacrilégio. | [ 36 ]               |
| 31                           | Eudóxio de Antioquia             | 360-370              | Um semi-ariano, Eudóxio participou de quase todos os concílios realizados durante a controvérsia ariana. Antes de se tornar arcebispo de Constantinopla, foi também bispo de Antioquia e da Germanícia. | [ 37 ]               |
| 32                           | Demófilo                         | 370-379              | Eleito pelos arianos, Demófilo conseguiu se manter no posto com a ajuda do imperador Valente (r. 364–378), também ariano. Os ortodoxos da cidade elegeram Evágrio e conseguiram Eustácio de Antioquia, que tinha sido deposto pelos arianos, o consagrasse. Após a morte de Demófilo, mais dois outros bispos arianos continuaram a "linha sucessória" em paralelo com os ortodoxos, Marino (ca. 379 - ca. 388) e Doroteu de Antioquia (ca. 388 - ca. 407). | [ 38 ] [ 39 ]        |
| 33                           | Evágrio                          | 370-379              | Ortodoxo, não conseguiu reinar por conta do apoio do imperador Valente ao seu adversário, Demófilo. Ele foi preso e deportado. | [ 40 ]               |
| 34                           | Gregório I Nazianzeno, o Teólogo | 379-381              | Provavelmente o mais famoso ocupante da posição, Gregório é considerado um dos grandes teólogos da antiguidade. O seu episcopado marcou o retorno da Igreja de Constantinopla para as mãos ortodoxas, depois de mais de quarenta anos de bispos arianos, apoiado pelo imperador romano Teodósio II (r. 408–450). Para tentar acabar de vez com a controvérsia ariana, o imperador convocou o primeiro concílio de Constantinopla, que Gregório acabou presidindo após a morte de Melécio de Antioquia. Porém, ele se mostrou incapaz de lidar com a política na corte imperial e acabou renunciando, voltando para Nazianzo. Seu curto episcopado também foi disputado por Máximo, o Cínico, um antigo aliado. | [ 41 ]               |
| 35                           | Máximo, o Cínico                 | 380                  | Eleito bispo com o apoio do arcebispo de Alexandria, Pedro II, Máximo tentou se aproveitar de uma doença de Gregório para se colocar como arcebispo de Constantinopla. Expulso pela população, ele tentou o apoio do imperador Teodósio II e do Papa Dâmaso II, sem sucesso. A renúncia de Gregório e a morte de Pedro acabaram com suas chances de recuperar a sé episcopal. Apesar de ter recebido algum apoio, suas reivindicações só foram definitivamente recusadas em 382 | [ 42 ]               |
| 36                           | São Nectário                     | 381-397              | Um catecúmeno, sucedeu a Gregório após sua renúncia. Como presidente, conduziu o primeiro concílio de Constantinopla até o final, apesar da polêmica por conta de não ter sido batizado. Ele era irmão de Arsácio de Tarso, que também seria arcebispo de Constantinopla. É considerado um santo. | [ 43 ]               |
| 37                           | João I Crisóstomo                | 398-404              | Outro famoso ocupante do cargo, é um Doutor da Igreja. Foi eleito contra a sua vontade e acabou provocando a ira da esposa do imperador Arcádio (r. 395–408), Élia Eudóxia. Teófilo, arcebispo de Alexandria, querendo aumentar sua influência o acusava de ser um origenista. Os dois convocaram o Sínodo do Carvalho, que acabou por depô-lo e bani-lo. Chamado de volta para acalmar a população, furiosa com a deposição, Crisóstomo foi novamente expulso por denunciar uma estátua de prata da imperatriz como herética. Ele morreu a caminho do desterro. | [ 44 ] [ 45 ] [ 46 ] |
| 38                           | Arsácio de Tarso                 | 404-405              | Seu curto episcopado, patrocinado pelo imperador Arcádio e sua esposa, Élia Eudóxia, nunca foi aceito completamente, nem pelo clero e nem pela população de Constantinopla. Ferozes perseguições aos seguidores de Crisóstomo foram realizadas no período, além de deposições e expulsões. O Papa Inocêncio I interveio condenando o já idoso arcebispo, que acabou a controvérsia ao morrer em 405 | [ 47 ]               |
| 39                           | Santo Ático                      | 406-425              | Também um adversário de Crisóstomo, continuou o trabalho de Arsácio. Perseguiu os seguidores do antigo arcebispo, forçando-os ao exílio ou à clandestinidade. A disputa só terminou em 407, quando Crisóstomo morreu. Ele foi um zeloso adversário de heréticos (principalmente o pelagianismo) e trabalhou incansavelmente para reforçar o poder da Igreja de Constantinopla. É considerado um santo. | [ 48 ]               |
| 40                           | Sisínio I                        | 426-427              | Quase nada se sabe sobre ele. | [ 49 ]               |
| 41                           | Nestório                         | 428-431              | Fundador do nestorianismo, crença que pregava na separação completa das "pessoas" de Deus Pai e Deus Filho. Além disso, pregava contra o título de "Mãe de Deus" (Teótoco) para Maria. Foi condenado e deposto pelo primeiro concílio de Éfeso. A controvérsia nestoriana se estendeu ainda por alguns anos, terminando em 433, quando Nestório foi anatemizado e excomungado. | [ 50 ]               |
| 42                           | Maximiano                        | 431-434              | Pego na confusão em que a cidade de Constantinopla foi atirada após a deposição de Nestório, Maximiano fez o que pôde para restaurar a unidade da igreja, dividida por conta dos anátemas de Cirilo de Alexandria contra os nestorianos. | [ 51 ]               |
| 43                           | Proclo                           | 434-446              | Um bispo muito admirado por seu tato diplomático, conseguiu apaziguar os ânimos no oriente, ainda acesos pela controvérsia nestoriana e pelos questionamentos dos armênios sobre a doutrina de Teodoro de Mopsuéstia. É venerado como santo. | [ 52 ]               |
| 44                           | Flaviano                         | 446-449              | Durante o seu episcopado, Eutiques, proponente do monofisismo, foi condenado e, logo em seguida, com o apoio do patriarca de Alexandria, Dióscoro, foi reabilitado no infame "Latrocínio de Éfeso", que também depôs Flaviano. O já idoso arcebispo foi em seguida brutalmente atacado e acabou morrendo por causa dos ferimentos. A controvérsia monofisista só terminaria no Concílio de Calcedônia, em 451. É venerado como santo. | [ 53 ]               |
| 45                           | Anatólio                         | 449-458              | Um monofisista, foi eleito por imposição de Dióscoro de Alexandria. Por influência de Élia Pulquéria, irmã do imperador romano Teodósio II, que queria boas relações com o bispo de Roma, anatemizou Eutiques e Nestório. Durante o seu episcopado se realizou o Concílio de Calcedônia, que efetivamente terminou a controvérsia monofisista, mas à custa de um cisma na Igreja de Alexandria, que permanece "miafisista" (uma forma do monofisismo) até hoje (Igreja Ortodoxa Copta de Alexandria). É venerado como santo. Anatólio foi elevado ao status de patriarca em Calcedônia. | [ 54 ]               |

## Patriarcas de Constantinopla (a partir de 451)
Após o Concílio de Calcedônia, a sé de Constantinopla foi elevada ao nível de patriarcado, dando origem ao Patriarcado Ecumênico de Constantinopla. Esta é a lista dos seus patriarcas até o Grande Cisma do Oriente:

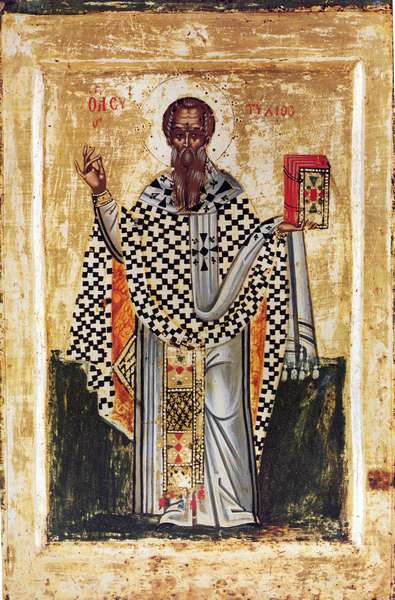
Santo Eutíquio

São João IV Nesteuta

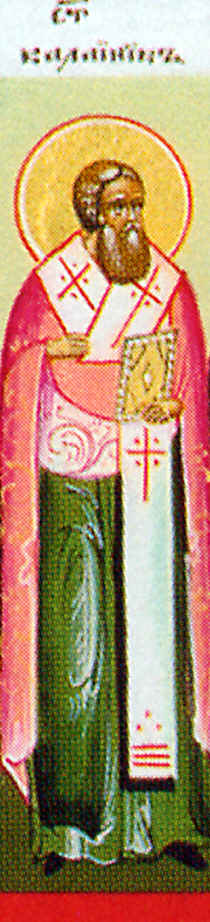
Calínico

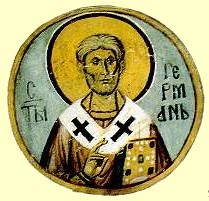
São Germano

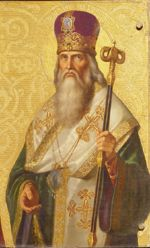
São Tarásio

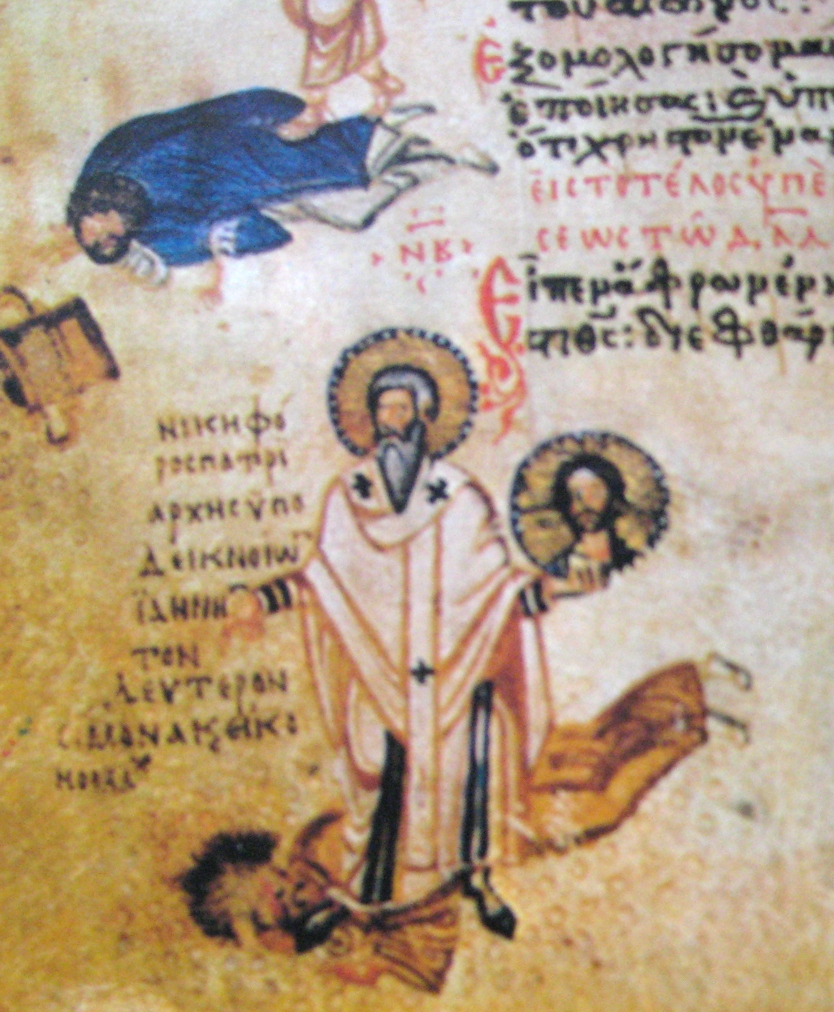
São Nicéforo

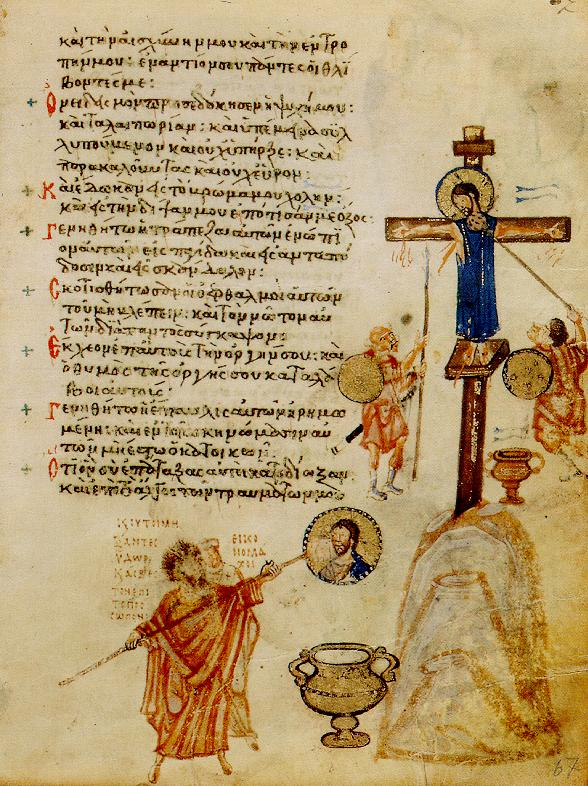
João VII Gramático aparece à esquerda, embaixo, destruindo um ícone

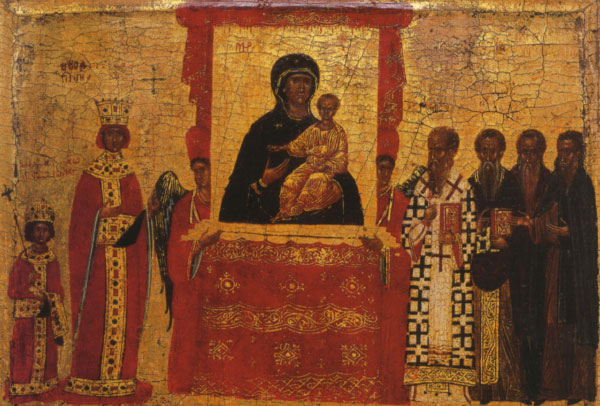
São Metódio está à direita, próximo da Teótoco

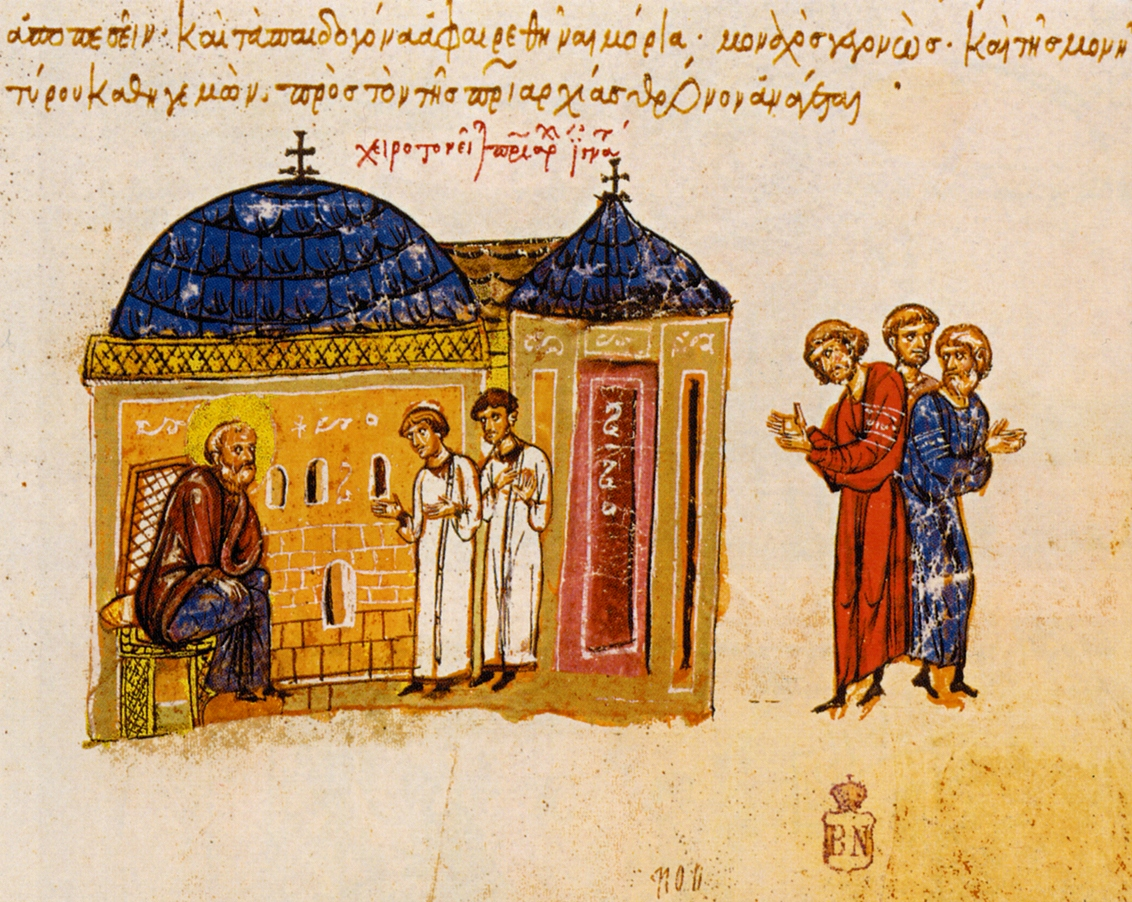
Santo Inácio, entre os monges.

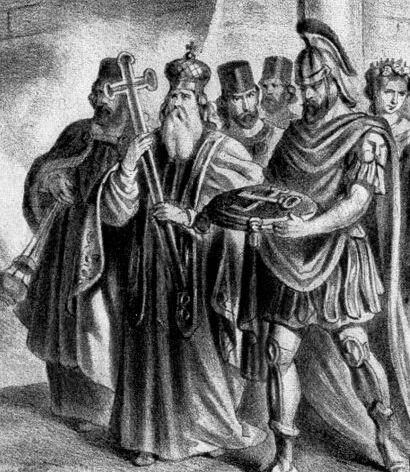
São Nicolau Místico

| Número                       | Nome                          | Período   | Observações | Ref.                 |
| ---------------------------- | ----------------------------- | --------- | --- | -------------------- |
| Patriarcas de Constantinopla |                               |           | |                      |
| 46                           | Genádio I                     | 458-471   | Defendeu a sé de Constantinopla contra as investidas monofisistas de Timóteo Eluro, o patriarca de Alexandria. Genádio, como parte da controvérsia dos Três Capítulos, escreveu contra Cirilo de Alexandria, a quem chamou de "Flagelo de Alexandria", com quem se reconciliou depois. Em seu tempo viveu o grande Daniel, o Estilita, a quem ele ordenou ao pé da coluna onde ele vivia. | [ 55 ] [ 56 ]        |
| 47                           | Acácio                        | 471-488   | Acácio por mais de uma vez tentou assegurar a primazia da sé de Constantinopla, apoiando a eleição de Pedro Mongo - um ortodoxo oriental - em Alexandria contra a vontade do Papa Simplício, que apoiava João Talaia, e consagrando Pedro, o Pisoeiro em Antioquia, fora de sua diocese. Além disso, Acácio foi um consultor do imperador bizantino Zenão (r. 474-475; 476-491) sobre o Henótico (482), um édito imperial no qual Nestório e Eutiques foram condenados, os dois capítulos de Cirilo de Alexandria foram aceitos e o credo de Calcedônia, ignorado. Era uma tentativa de solução de compromisso entre os monofisistas e os ortodoxos, que acabou fracassando quando o sucessor de Simplício, Papa Félix III excomungou Acácio por causa de suas repetidas provocações. Acácio respondeu apagando o nome do papa dos dípticos, o que equivalia a excomungá-lo e iniciou uma campanha pela aceitação do Henótico por todo o oriente. Este cisma, que duraria 34 anos, é chamado de cisma acaciano. | [ 57 ] [ 58 ]        |
| 48                           | Fravita                       | 488-489   | Fravita tentou a reconciliação com o Papa Félix III ao mesmo tempo que mantinha a comunhão com Pedro Mongo, o patriarca de Alexandria monofisista que tinha sido o pivô do cisma acaciano. Não teve sucesso quando o papa descobriu suas intenções. | [ 59 ]               |
| 49                           | Eufêmio                       | 489-495   | Eufêmio imediatamente reconheceu o concílio de Calcedônia, restaurou o nome do papa aos dípticos e rompeu com Pedro Mongo, que morreu em outubro do mesmo ano de sua ascensão ao trono episcopal. Porém, ele se recusou a retirar o nome de seus dois predecessores (Acácio e Fravita) dos dípticos, como exigia o Papa Félix III. Com isso, permanecia o cisma acaciano com a Igreja de Roma. Em casa, Eutímio também enfrentou problemas com o imperador bizantino Anastácio I Dicoro (r. 491–518), que era ortodoxo oriental e queria que o patriarca o liberasse de um juramente que havia feito de não interferir na questão. Ao se recusar, foi deposto e exilado. Morreu em 515. | [ 60 ] [ 61 ]        |
| 50                           | Macedônio II                  | 495-511   | O sucessor de Eufêmio também era favorável à reconciliação com a Igreja de Roma e, por isso, acabou também entrando em conflito com o imperador Anastácio I Dicoro. Depois de ser publicamente repreendido por provocar tumultos em Constantinopla, Anastácio acusou Macedônio de ser um nestoriano e mandou prendê-lo por se recusar a entregar as cópias assinadas dos atos do Concílio de Calcedônia. O patriarca terminou exilado para o mesmo local que Eufêmio e morreu em 517, após uma tentativa de reabilitação patrocinada pelo Papa Hormisda ter fracassado. | [ 62 ]               |
| 51                           | Timóteo I                     | 511-518   | Um moderado no início de seu patriarcado, Timóteo conseguiu manter-se em contato com outros patriarcas calcedonianos (como Elias de Jerusalém), pois apesar de ele ter assinado o Henótico, não tinha ainda condenado o Concílio de Calcedônia. Porém, por influência do poderoso Severo de Antioquia, líder dos ortodoxos orientais, ele condenou o concílio e manteve assim o cisma acaciano aberto. | [ 63 ]               |
| 52                           | João II da Capadócia          | 518-520   | João foi eleito no mesmo ano que Anastácio I morreu e Justino I ascendeu ao trono. Seu curto patriarcado ficou célebre por causa das "Aclamações de Constantinopla", quando o povo prendeu o patriarca e o novo imperador dentro de Santa Sofia até obter deles uma promessa de que o credo calcedoniano seria aceito e a relação com a Igreja de Roma, restabelecida. João anatemizou Severo de Antioquia, recolocou os nomes de Leão I e do papa, Hormisda, nos dípticos e retirou dali os nomes de cinco patriarcas e dois imperadores. Terminou assim o cisma acaciano. | [ 64 ]               |
| 53                           | Epifânio                      | 520-535   | Epifânio ratificou todas as decisões tomadas pelo seu antecessor e se correspondeu com o Papa Hormisda sobre assuntos eclesiásticos e dogmáticos, cartas estas que chegaram até nossos dias. Ele recebeu o sucessor de Hormisda, João I, com grandes honras em Constantinopla. | [ 65 ]               |
| 54                           | Ântimo I                      | 535-536   | Um bispo monofisista transferido para a capital por influência da imperatriz Teodora, ele foi deposto pelo Papa Agapito I e excomungado. | [ 66 ]               |
| 55                           | São Menas                     | 536-552   | A escolha de Menas por Agapito I representa o auge da influência papal em Constantinopla, que contava ainda com o apoio do imperador Justiniano I (r. 527–565), apesar dos esforços da poderosa Teodora em miná-la. Ele realizou e presidiu o concílios que condenou as obras de Orígenes (ratificado depois no quinto concílio ecumênico. Além disso, ele participou ativamente da controvérsia dos Três Capítulos, o que o levou a ser excomungado pelo Papa Vigílio. Ele foi novamente excomungado (e perdoado) quando Vigílio se desentendeu com Justiniano. É considerado um santo. | [ 66 ]               |
| 56                           | Santo Eutíquio                | 552-565   | O primeiro patriarcado de Eutíquio foi marcado pela realização do Segundo Concílio de Constantinopla para tratar da controvérsia dos Três Capítulos. Até então aliado do imperador bizantino Justiniano, o Grande, Eutíquio acabou sendo preso e exilado quando se opôs aos ortodoxos orientais que tinham a simpatia do imperador, os aftartodócetas (aphthartodocetae), que acreditavam que o corpo de Cristo na terra era incorruptível (aphthartos) e era livre de toda a dor. É considerado um santo. | [ 67 ] [ 68 ]        |
| 57                           | João III Escolástico          | 565-577   | Escolhido pessoalmente pelo imperador bizantino Justiniano, o Grande, para levar a cabo a transformação dos ensinamentos dos aftartodócetas em doutrina, João III é conhecido como "Escolástico" por sua extensa obra sobre os concílios realizados até a sua época. |                      |
| 56*                          | Santo Eutíquio, restaurado    | 577-582   | Com a morte de João Escolástico, o povo de Constantinopla demandou do novo imperador, Justino II (r. 565–578), que Eutíquio fosse restaurado. Ele entrou na cidade aclamado e reinou em paz até a morte. | [ 68 ]               |
| 58                           | São João IV Nesteuta          | 582-595   | O título Nesteuta significa "jejuador". Ele foi o primeiro patriarca a assumir o título de "Ecumênico", ao julgar um caso da Igreja de Antioquia, o que provocou uma crise com os papas Pelágio II e Gregório I que se estenderia para além de sua época. É considerado um santo. | [ 69 ]               |
| 59                           | Ciríaco II                    | 596-606   | Ciríaco continuou a defender o uso do título de "bispo ecumênico" contra os desejos do papa Gregório, que chegou a compará-lo com Nestório numa tentativa de dissuadi-lo. Porém, em sua defesa da fé ortodoxa contra as intenções do imperador Focas (r. 602–610), ele acabou por afastá-lo em direção ao novo bispo de Roma, Bonifácio III, que também era contra o título. | [ 70 ]               |
| 60                           | Tomé I                        | 607-610   | Durante o seu breve reinado, uma profecia anunciou uma nova fase de divisão na Igreja e uma invasão bárbara. Ambas se realizariam após a sua morte, com a controvérsia monotelita e a guerra contra o Império Sassânida. | [ 71 ]               |
| 61                           | Sérgio I                      | 610-638   | O patriarcado de Sérgio marcou o início da controvérsia monotelita, que se estenderia pelos próximos cinquenta anos. O monotelismo pregava que Cristo teria duas naturezas (a humana e a divina), mas apenas uma vontade (a divina). O imperador bizantino Heráclio (r. 610–641) apoiou Sérgio e um cisma se iniciou na Igreja. O principal adversário de Sérgio era Máximo, o Confessor. | [ 72 ]               |
| 62                           | Pirro I                       | 638-641   | Monotelita, era sobrinho de Heráclio. Quando o imperador morreu, ele foi banido após ser acusado de conspirar contra a vida do novo imperador. | [ 73 ]               |
| 63                           | Paulo II                      | 641-653   | Monotelita, foi conduzido ao cargo após a deposição de Pirro I, Paulo não foi reconhecido pelo Papa Teodoro I por ter se recusado a reconhecer como canônica a deposição de seu antecessor. | [ 74 ]               |
| 62*                          | Pirro I, reinstalado          | 638-641   | No exílio, Pirro se afirmou ter se convertido à fé ortodoxa pelas mãos de Máximo, o Confessor. Porém, retornando a Constantinopla, ele abjurou suas convicções e retornou ao monotelismo. Foi excomungado pelo Papa Teodoro I. | [ 73 ]               |
| 64                           | Pedro                         | 654-666   | Monotelita, foi condenado como herético pelo Terceiro Concílio de Constantinopla. | [ 75 ]               |
| 65                           | Tomé II                       | 667-669   | Ortodoxo, teve um curto episcopado sobre o qual pouco se sabe. | [ 76 ] [ 77 ]        |
| 66                           | João V                        | 669-675   | Ortodoxo, teve um curto episcopado sobre o qual pouco se sabe. | [ 77 ]               |
| 67                           | Constantino I                 | 675-677   | Teve um curto episcopado sobre o qual pouco se sabe. Provavelmente era monotelita. | [ 78 ]               |
| 68                           | Teodoro I                     | 677-679   | Monotelita, pressionou o imperador bizantino Constantino IV (r. 668–685) para que ele tomasse medidas contra o recém-eleito Papa Agatão, o que levaria à realização do Terceiro Concílio de Constantinopla. | [ 78 ] [ 79 ]        |
| 69                           | Jorge I                       | 679-686   | Foi durante o seu episcopado que aconteceu o Terceiro Concílio de Constantinopla, que condenou definitivamente o monotelismo e seus seguidores. Os patriarcas Sérgio I, Pirro I de Constantinopla, Paulo II e Pedro também foram condenados. | [ 75 ] [ 78 ]        |
| 70                           | Paulo III                     | 687-693   | Teve um curto episcopado sobre o qual pouco se sabe. | [ 78 ]               |
| 71                           | Calínico I                    | 693-705   | Por ter apoiado Leôncio a depor Justiniano II, foi deposto, cegado e exilado num mosteiro. | [ 80 ]               |
| 72                           | São Ciro                      | 705-711   | Levado ao cargo por Justiniano II, caiu com ele quando Filípico tomou o trono. Ambos tinham simpatia pelo monotelismo. É considerado santo. | [ 81 ]               |
| 73                           | João VI                       | 712-715   | Monotelita, ficou no cargo enquanto Filípico reinou. Quando Anastácio II assumiu, depôs João VI. | [ 81 ]               |
| 74                           | São Germano                   | 715-730   | Ortodoxo, seu reinado marcou o início de mais outra controvérsia, o iconoclasma, que pregava a destruição dos ícones e considerava herética a veneração de imagens. Ele foi forçado a abdicar por sua defesa da iconodulia e é, por isso, considerado um santo. | [ 82 ]               |
| 75                           | Anastácio                     | 730-754   | Iconoclasta, foi conduzido ao cargo por Leão III, o Isauro justamente por suas ideias. Quando Artavasdo tomou o trono do sucessor de Leão, Constantino V, Anastácio mudou de opinião e chegou a condená-lo como herético. Foi deposto, cegado e exposto à infâmia quando Constantino retomou o trono. Após o evento, mudou novamente de opinião e foi reconduzido ao cargo. | [ 83 ] [ 84 ]        |
| 76                           | Constantino II                | 754-766   | Foi eleito pelo Concílio Iconoclasta de Constantinopla. Implicado num plano contra a vida de Constantino V foi preso, cegado e decapitado. | [ 84 ]               |
| 77                           | Nicetas I                     | 766-780   | Iconoclasta feroz, destruiu os mosaicos do palácio imperial e mandou retirar as imagens de Hagia Sofia. | [ 84 ] [ 85 ] [ 86 ] |
| 78                           | São Paulo, o Novo             | 780-784   | Iconófilo, escondeu suas convicções dos iconoclastas no poder. Indicou Tarásio como sucessor. É considerado santo e chamado de "São Paulo, o Novo". | [ 87 ]               |
| 79                           | São Tarásio                   | 784-806   | Iconófilo, teve o apoio da imperatriz Irene e de seu filho, Constantino VI, para convocar o Segundo Concílio de Niceia e resolver de uma vez o iconoclasma. Era um moderado e foi criticado pelos iconófilos extremistas, principalmente os monges do Mosteiro de Estúdio (principalmente Teodoro Estudita), que queriam retaliações contra os iconoclastas. | [ 88 ]               |
| 80                           | São Nicéforo                  | 806-815   | Iconófilo, sofreu muitas pressões para abdicar, mas se manteve firme no trono, tanto de iconoclastas quanto dos iconófilos extremados. Foi também um prolífico escritor. | [ 89 ]               |
| 81                           | Teódoto I                     | 815-821   | Durante o seu patriarcado, o Concílio de Constantinopla de 815 reinstalou o iconoclasma, sob os auspícios do imperador bizantino Leão V, o Armênio (r. 813–820). | [ 81 ]               |
| 82                           | Antônio I Cassimata           | 821-836   | Iconoclasta, foi eleito pelo imperador Miguel II, o Amoriano (r. 820–829) por seus conhecimentos da literatura patrística em defesa do iconoclasma. | [ 81 ]               |
| 83                           | João VII Gramático            | 836-843   | Iconoclasta feroz, foi tutor do filho de Miguel II, o futuro imperador bizantino Teófilo (r. 829–842) e é creditado por imbuir no garoto o fervor contra a veneração de imagens. Foi deposto após a morte de Teófilo pela imperatriz e regente Teodora, mãe de Miguel III, o Ébrio. | [ 81 ]               |
| 84                           | São Metódio                   | 843-847   | Iconófilo, foi conduzido ao cargo pela imperatriz Teodora. O retorno da iconodulia é comemorado como um feriado até os dias de hoje pela Igreja Ortodoxa, o chamado "Triunfo da Ortodoxia". Ele também tentou mediar o conflito que se instaurou entre os extremados e os moderados sobre qual deveria ser a retribuição aos iconoclastas. É considerado um santo. | [ 90 ]               |
| 85                           | Santo Inácio                  | 847- 858  | Filho do imperador Miguel I (r. 811–813), seu nome era Nicetas. Como filho ilegítimo, ele foi castrado para que não pudesse clamar para si o trono imperial. Ele continuou a tentar mediar o conflito entre os "estuditas" (do Mosteiro de Estúdio), extremados iconófilos, e os moderados sobre as punições aos iconoclastas. Quando a imperatriz Teodora foi removida da corte pelo césar Bardas, ele foi forçado a renunciar e foi substituído por Fócio, ato que foi condenado Papa Nicolau I, iniciando um período de fricção entre a Igreja de Roma e a Igreja de Constantinopla que culminaria no Grande Cisma do Oriente. O cisma de Fócio só terminará 11 anos depois, com a deposição de Miguel III, o Ébrio (r. 842–867) por Basílio I, o Macedônio (r. 867–886). | [ 81 ] [ 91 ]        |
| 86                           | Fócio, o Grande               | 858-867   | A deposição de Inácio provocou imensa revolta na Igreja e Fócio entrou em conflito direto com Papa Nicolau I, que o depôs num sínodo em Roma em 863. O patriarca respondeu excomungando o papa com base nas polêmicas sobre a cláusula Filioque, a primazia papal e a questão da cristianização da Bulgária. A sorte de Fócio terminou com o assassinato de Bardas por Basílio I, o Macedônio, que depôs Fócio e reinstalou Inácio. É considerado um santo pela Igreja Ortodoxa. | [ 92 ] [ 93 ]        |
| 85*                          | Inácio I, restaurado          | 867- 877  | Quando Basílio I, o Macedônio tomou o trono, ele precisava do apoio do bispo de Roma Nicolau I e, por isso, ele baniu Fócio e reinstalou Inácio. Porém, o patriarca se mostrou menos maleável do que o esperado e contribuiu para que o Reino da Bulgária orbitasse definitivamente à volta da Igreja de Constantinopla, contra a vontade do papa. Durante seu patriarcado, realizou-se o Quarto Concílio de Constantinopla (869-870), que condenou Fócio. Aqui terminou o cisma de Fócio. | [ 81 ] [ 91 ]        |
| 86*                          | Fócio I, restaurado           | 877-886   | Fócio rapidamente fez as pazes com Basílio e se tornou tutor de seus filhos. Ele também se reconciliou com Inácio, a quem ele ajudou a canonizar. Ele foi reconhecido novamente num novo concílio em Constantinopla em 879, porém, as divisões com o papado, na figura de João VIII, permaneciam: a jurisdição sobre a Bulgária e a cláusula Filioque. Novamente a sorte de Fócio mudou quando Basílio morreu e foi substituído pelo seu filho, Leão VI, o Sábio, que o depôs e colocou o seu irmão, Estêvão, no lugar. O ex-patriarca então se dedicou a escrever e é um dos maiores autores do período, conhecido principalmente por sua obra-prima, a Biblioteca. | [ 93 ] [ 94 ]        |
| 87                           | Estêvão I                     | 886-893   | Estevão era filho de Eudócia Ingerina, que fora amante de Miguel III, o Ébrio e de Basílio I, o Macedônio. Portanto, era irmão de Leão VI, o Sábio, o imperador, que foi quem o colocou no trono patriarcal após derrubar novamente Fócio. Ele foi castrado por Basílio para evitar qualquer pretensão ao trono. | [ 81 ]               |
| 88                           | Santo Antônio II Cáulea       | 893-901   | Recebeu o epíteto por conta de seu patrocínio ao mosteiro de Cáulea. É considerado um santo. | [ 81 ]               |
| 89                           | São Nicolau I Místico         | 901-907   | Antigo aliado de Fócio, estava retirado num mosteiro até ser reabilitado e receber o cargo de místico, uma espécie de secretário de justiça ou secretário. Foi deposto quando tentou interferir na relação de Leão VI, o Sábio (r. 886–912) com Zoé Carbonopsina, a mãe do futuro imperador Constantino VII (r. 912–959). É considerado um santo. | [ 81 ]               |
| 90                           | Eutímio I Sincelo             | 907-912   | Entronado por Leão VI, o Sábio para referendar o seu casamento com Zoé Carbonopsina. Há uma obra chamada Vita Euthymii, que é uma das principais fontes sobre a época. Foi deposto quando o irmão de Leão, Alexandre, assumiu o trono. | [ 81 ] [ 95 ]        |
| 89*                          | Nicolau I Místico, restaurado | 912-925   | Reconduzido ao trono por Alexandre, Nicolau conseguiu a paz com o Reino da Bulgária, evitando assim que o rei Simeão I marchasse contra Constantinopla. Porém, a concessão feita foi a de casar Constantino VII, o futuro imperador, com a filha de Simeão. A mãe de Constantino, Zoé Carbonopsina se opôs ao acordo e removeu Nicolau das negociações, o que provocou o reinício das hostilidades com a Bulgária. Após sucessivas derrotas, o grupo de Zoé foi derrubado pelo general Romano Lecapeno, que casou sua filha Helena Lecapena com Constantino e reassumiu o trono. Nicolau, um de seus mais fortes aliados, reassumiu as negociações de paz até morrer, em 925. | [ 81 ]               |
| 91                           | Santo Estevão                 | 925-928   | Foi apontado pelo imperador bizantino como um "tampão" até que o candidato que ele realmente queria, Teofilacto, seu filho com Teodora, tivesse idade suficiente. É considerado um santo. | [ 96 ]               |
| 92                           | Trifão                        | 928-931   | Outro patriarca "tampão", foi eleito sob a condição de renunciar quando Teofilacto estivesse pronto. Quando o garoto completou 16 anos, Romano I Lecapeno insistiu na renúncia, o que lhe foi negado pela pouca idade do novo patriarca. Furioso, ele depôs Trifão com um estratagema e o encarcerou num mosteiro. | [ 97 ] [ 98 ]        |
| 93                           | Teofilacto                    | 933-956   | Filho mais novo de do imperador bizantino Romano I Lecapeno (r. 920–944) e Teodora, Teofilacto foi castrado em tenra idade para ajudar em sua carreira eclesiástica. Ele se tornou patriarca dois anos após a queda de Trifão para que pudesse ter ao menos dezoito anos ao assumir. Reinou por 23 anos e morreu ao cair de um cavalo. | [ 81 ]               |
| 94                           | Polieucto                     | 956-970   | Foi escolhido por Constantino VII. Batizou princesa russa Olga de Quieve quando ela visitou Constantinopla em 957, o primeiro passo na cristianização da Rússia de Quieve. Um conservador, Polieuto excomungou Nicéforo II Focas quando ele se casou com Teófano e, posteriormente, se recusou a coroar o imperador João I Tzimisces (r. 969–976), sobrinho e assassino de Nicéforo, enquanto ele não expulsasse a sua amante e mentora do golpe, sua tia Teófano. | [ 99 ]               |
| 95                           | Basílio I Escamandrino        | 970-974   | Foi deposto pelo imperador bizantino João I Tzimisces por ter apoiado o papa Bento VII na controvérsia contra o antipapa Bonifácio VII, contra a vontade do imperador, que era aliado de Bonifácio. Foi exilado no Mosteiro de Escamandro, fundado por ele. | [ 100 ]              |
| 96                           | Antônio III Estudita          | 974-980   | Antônio entrou em conflito com o imperador Basílio II Bulgaróctono (r. 976–1025) por lutar contra a simonia, amplamente praticada para sustentar os impostos devidos pelas terras da Igreja ao Império Bizantino. Quando ele defendeu a isenção destes impostos, foi forçado a renunciar. | [ 100 ]              |
| 97                           | São Nicolau II Crisoberges    | 984-996   | Durante o seu patriarcado, o primeiro bispo metropolitano da Rússia foi designado, Miguel I, o Sírio, resultado direto da conversão de Santa Olga anos antes. É considerado um santo. | [ 101 ]              |
| 98                           | Sisínio II                    | 996-998   | Numa época tranquila, seu patriarcado tratou de questões pastorais e da extensão da Igreja de Constantinopla. | [ 102 ]              |
| 99                           | Sérgio II Estudita            | 999-1019  | Foi durante o patriarcado de Sérgio que o papa Sérgio IV incluiu a cláusula Filioque no credo niceno-constantinopolitano, provocando mais uma vez o atrito com a Igreja de Constantinopla. | [ 103 ]              |
| 100                          | Eustácio                      | 1019-1025 | Durante o seu patriarcado, as tensões se agravaram. O papado estava alegando o domínio sobre o mundo cristão, e não apenas a primazia, uma posição que ofendia a Igreja de Constantinopla, cujo patriarca era considerado o verdadeiro guia pela maior parte das igrejas do oriente, incluindo os russos, os búlgaros e os sérvios. Eustácio ofereceu um solução de compromisso para o Papa João XIX, sugerindo que o patriarca ortodoxo deveria ser ecumênico em sua própria esfera de influência (in suo orbe), no oriente, enquanto que o papado o seria no mundo (in universo). A solução não foi bem sucedida e as tensões continuaram a crescer. | [ 104 ]              |
| 101                          | Aléxio I Estudita             | 1025-1043 | Muito envolvido na política interna bizantina, deu pouca atenção à crise com o papado. Fundou um mosteiro para o qual ele escreveu a regra chamada tipicon, que ainda é utilizada pelo Mosteiro das Cavernas de Kiev. | [ 105 ]              |
| 102                          | Miguel I Cerulário            | 1043-1058 | O papa Leão IX escreveu em 1054 para Miguel reafirmando enfaticamente a primazia papal sobre o patriarca de Constantinopla e criticou severamente os costumes e ritos bizantinos e acusando-os de serem a fonte de heresias. Após se recusar a conceder uma audiência a um legado papal por meses, Miguel recebeu uma comunicação de que fora excomungado em 16 de julho. Miguel, em contrapartida, excomungou o legado e retirou o nome do papa dos dípticos, efetivando o Grande Cisma do Oriente, que perdura até hoje. Na sequência dos eventos, Miguel mandou fechar todas as igrejas latinas de Constantinopla e o imperador bizantino rompeu a sua aliança com o papado. | [ 106 ]              |